# Chonemorpha verrucosa
Chonemorpha verrucosa är en oleanderväxtart som först beskrevs av Carl Ludwig von Blume, och fick sitt nu gällande namn av D.J. Middleton. Chonemorpha verrucosa ingår i släktet Chonemorpha och familjen oleanderväxter. Inga underarter finns listade i Catalogue of Life.